# Championnats du monde de VTT marathon 2016
Navigation
2015 2017
Les championnats du monde de VTT marathon 2016 ont lieu à Laissac en France le 26 juin 2016.
L'organisation de ces championnats a été confiée par l'Union cycliste internationale au Vélo club laissagais. Ils ont lieu en marge du Roc laissagais, compétition organisée par cette association et déplacée d'avril à juin pour l'occasion,.
Le championnat féminin est disputé sur un parcours de 70 km, le championnat masculin sur un parcours de 90 km.

## Classements

### Hommes
| Pos | Nom,            | Pays       | Temps           |
| --- | --------------- | ---------- | --------------- |
| 1   | Tiago Ferreira  | Portugal   | 4 h 1 min 57 s. |
| 2   | Alban Lakata    | Autriche   | + 19 s          |
| 3   | Kristian Hynek  | Tchéquie   | + 56 s          |
| 4   | Leonardo Páez   | Colombie   | + 1 min 11 s    |
| 5   | Samuele Porro   | Italie     | + 2 min 43 s    |
| 6   | Alexey Medvedev | Russie     | + 2 min 44 s    |
| 7   | Daniel Geismayr | Autriche   | + 3 min 16 s    |
| 8   | Jochen Kass     | Allemagne  | + 3 min 43 s    |
| 9   | Howard Grotts   | États-Unis | + 4 min 27 s    |
| 10  | Markus Kaufmann | Allemagne  | + 4 min 57 s    |

### Femmes
| Pos | Nom,                | Pays        | Temps           |
| --- | ------------------- | ----------- | --------------- |
| 1   | Jolanda Neff        | Suisse      | 3 h 56 min 57 s |
| 2   | Sally Bigham        | Royaume-Uni | + 2 min 34 s    |
| 3   | Sabrina Enaux       | France      | + 5 min 33 s    |
| 4   | Ariane Kleinhans    | Suisse      | + 7 min 6 s     |
| 5   | Mara Fumagalli      | Italie      | + 8 min 52 s    |
| 6   | Valentina Frasisti  | Italie      | + 13 min 12 s   |
| 7   | Hélène Marcouyre    | France      | + 14 min 10 s   |
| 8   | Christina Kollmann  | Autriche    | + 15 min 30 s   |
| 9   | Annika Langvad      | Danemark    | + 17 min 20 s   |
| 10  | Nathalie Schneitter | Suisse      | + 17 min 59 s   |